# Jordan Hubbard
Jordan K. Hubbard (8 de abril de 1963 en Hawái) es cofundador del proyecto FreeBSD. Comenzó el proyecto en 1993 con Nate Williams y Rod Grimes. En julio de 2001 Hubbard se unió a Apple Computer como mánager del grupo de tecnología BSD.